# Ѿ (слово ћирилице)
От (Ѿ, ѿ) је слово старог ћириличког алфабета.
Иако је настало као лигатура слова омега (Ѡ ѡ) и те (Т т), функционише као засебно слово алфабета, смештено између слова х и ц. То се може видети у првом штампаном ћириличном абецедаријуму (илустровано) и наставља се у савременој употреби.
От се користи у црквенословенском језику за представљање предлога отъ 'од' и префикса от-. Не заступа овај редослед слова ни у једном другом контексту, нити га може заменити след тамо где се то дешава.
Са сличном наменом користи се у средњовековним рукописима других словенских језика писаних ћирилицом. У штампаним књигама ѿ се често користи испред ѡ (омеге) за број 800.

## Рачунарски кодови
| Знак                      | Ѿ                         | Ѿ                         | ѿ                       | ѿ                       |
| ------------------------- | ------------------------- | ------------------------- | ----------------------- | ----------------------- |
| Назив у Уникоду           | ВЕЛИКО ЋИРИЛИЧКО СЛОВО ОТ | ВЕЛИКО ЋИРИЛИЧКО СЛОВО ОТ | МАЛО ЋИРИЛИЧКО СЛОВО ОТ | МАЛО ЋИРИЛИЧКО СЛОВО ОТ |
| Врста кодирања            | децимална                 | хексадецимална            | децимална               | хексадецимална          |
| Уникод                    | 1150                      | U+047E                    | 1151                    | U+047F                  |
| UTF-8                     | 209 190                   | D1 BE                     | 209 191                 | D1 BF                   |
| Нумеричка референца знака | &#1150;                   | &#x47E;                   | &#1151;                 | &#x47F;                 |